# Fiorella Mari
Pour les articles homonymes, voir Mari.
Fiorella Mari, née Fiorella Colpi le 21 juin 1928 à São Paulo dans l’état de São Paulo au Brésil, morte le 2 mars 1983 à Rome, en Italie, est une actrice et une animatrice de télévision italienne.

## Biographie
Fiorella Mari naît en 1928 à São Paulo dans une famille italienne. Elle retourne en Italie pour travailler dans le monde du spectacle et commence sa carrière sous le pseudonyme de Jane Maxwell, utilisant le nom de son mari américain, qu’elle quitte peu après. Elle prend alors un nouveau pseudonyme, celui de Fiorella Mari.
Au cinéma, elle débute comme actrice dans le film Canzoni a due voci de Gianni Vernuccio en 1953. Jusqu’en 1958, elle prend part à plus d’une quinzaine de films, dans des genres allant de la comédie au film historique en passant par la science-fiction et le film d’aventures. Elle joue notamment le rôle de Marie, la mère de Jésus dans le film Il figlio dell'uomo de Virgilio Sabel (it). Dans le film historique La Reine Margot de Jean Dréville, elle incarne le personnage d’Henriette de Nevers. Elle joue l’amour perdu de Totò dans la comédie Siamo uomini o caporali de Camillo Mastrocinque et le rôle d’une mère aimante dans le film Pères et fils (Padri e figli) de Mario Monicelli.
En 1957, elle présente le festival de Sanremo avec Nunzio Filogamo et Marisa Allasio. Elle se retire l’année suivante.
Fiorella Mari décède à Rome, le 2 mars 1983, à l'âge de 54 ans.

## Filmographie

### Au cinéma
- 1953 : Canzoni a due voci de Gianni Vernuccio
- 1953 : Le Tigre de Malaisie (I misteri della giungla nera) de Gian Paolo Callegari et Ralph Murphy
- 1954 : Il figlio dell'uomo de Virgilio Sabel (it)
- 1954 : Le Mystère de la jungle noire de Gian Paolo Callegari et Ralph Murphy
- 1954 : La Reine Margot de Jean Dréville
- 1955 : Bataille devant Tobrouk (Il prezzo della gloria) d’Antonio Musu
- 1955 : Siamo uomini o caporali de Camillo Mastrocinque
- 1955 : Destinazione Piovarolo de Domenico Paolella
- 1956 : La Revanche du prince noir (Lo spadaccino misterioso) de Sergio Grieco
- 1956 : Canzone proibita de Flavio Calzavara
- 1956 : I miliardari de Guido Malatesta
- 1957 : Non cantare, baciami! de Giorgio Simonelli
- 1957 : Pères et fils (Padri e figli) de Mario Monicelli
- 1957 : Belles de l'air (Le belle dell'aria) de Mario Costa et Eduardo Manzanos Brochero
- 1958 : Le Danger vient de l'espace (La morte viene della spazio) de Paolo Heusch
- 1958 : Due selvaggi a corte de Ferdinando Baldi

### À la télévision
- 1955 : Conrad Nagel Theater : épisode The Temple of Truth et To Whom It May Concern

## Sources
- Roberto Poppi et Enrico Lancia, Le attrici, Rome, Gremesse, 2003 (ISBN 88-8440-214-X), p. 224.
- Massimo Emanuelli, 50 anni di storia della televisione attraverso la stampa settimanale, Milan, Greco & Greco, 2004, 627 p. (ISBN 88-7980-346-8, lire en ligne), p. 70.